# Karl Neubert (Mediziner)
Karl Neubert (* 1799 in Leipzig; † 20. Dezember 1845 ebenda) war ein deutscher Arzt und Medizinhistoriker.

## Leben
Neubert studierte an der Universität Leipzig Medizin. 1818 wurde er mit Raimund von Pape im Corps Saxonia Leipzig aktiv. 1835 wurde er in Leipzig zum Dr. med. promoviert. Ab 1836 war er an der Medizinischen Fakultät der Universität Leipzig Privatdozent für Geschichte der Medizin und Allgemeine Pathologie und Therapie. 1844 wurde er zum a.o. Professor ernannt. Als Zensor der Tagespresse und Literatur wurde er von auswärtigen Zeitungen oft kritisiert. Er befasste sich mit Humphry Davy, dem Entdecker der narkotisierenden Lachgaswirkung, und übersetzte die Denkwürdigkeiten dessen Bruders John Davy. Neubert starb mit 46 Jahren.

## Veröffentlichungen
- Chrestomathia medica, Leipzig 1839.
- Die Hauptpunkte der allgemeinen Pathologie und Therapie. Breitkopf & Härtel, Leipzig 1841.
- De viis ac modis quibus sanguis ex vasis capillaribus sponte profluat dubitationes. Leipzig 1843.

## Übersetzungen
- John Davy: Denkwürdigkeiten aus dem Leben Sir Humphry Davy's, 4 Teile in 2 Bänden. Leipzig 1840/1843. GoogleBooks:
  - 1. Band
  - 2. Band
  - 3. Band
  - 4. Band